# AL-6XN
Hợp kim AL-6XN là một loại thép không gỉ siêu austenit được sáng chế bởi tập đoàn Allegheny Ludlum Corporation. Nó có được khả năng chống chịu sự ăn mòn tuyệt vời hơn so với thép không gỉ thông thường. Giá thành của AL-6XN thấp hơn so với hợp kim chống ăn mòn trên cơ sở niken
Ký hiệu UNS của hợp kim AL-6XN là N08367.
Khi hàm lượng niken lên đến 24% và mô lip đen lên đến 6,3% ở trong hợp kim AL-6XN thì khả năng chống chịu sự ăn mòn của chloride cực tốt. Với hàm lượng các thành phần nguyên tố hợp kim hoá trên cao hơn thì hợp kim này tăng khả năng hàn cho thép không gỉ.